# Jelševica
Jelševica – wieś w Słowenii, w gminie Zagorje ob Savi. W 2018 roku liczyła 4 mieszkańców.